# Cinturón Central

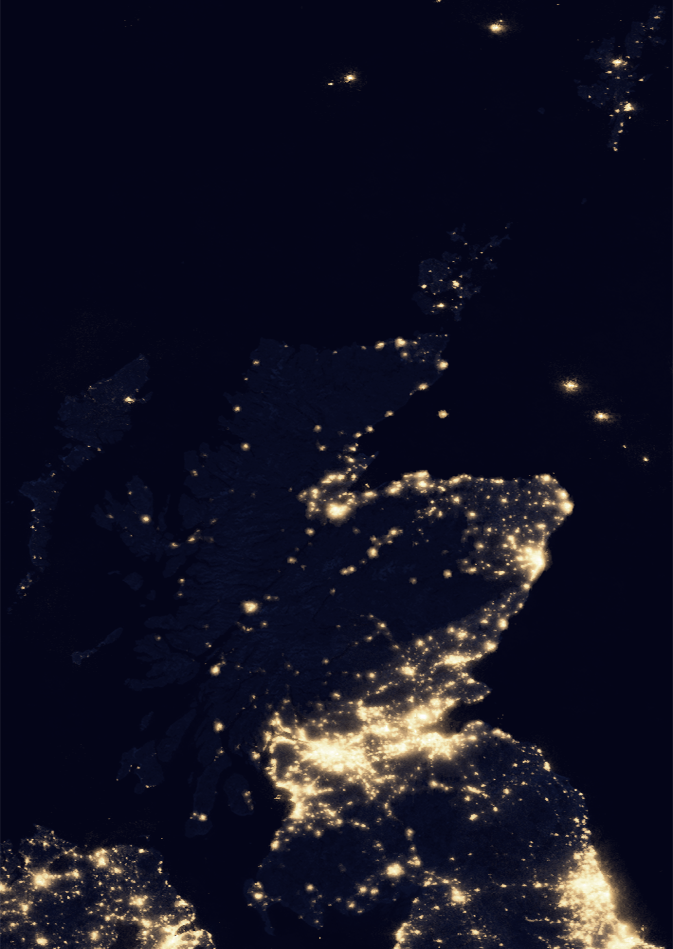
Imagen satelital de Escocia por la noche, destacando áreas urbanas iluminadas, buques de carga y plataformas petrolíferas, octubre de 2012.

Con el nombre de Cinturón Central (en inglés, Central Belt) se conoce comúnmente a la región de Escocia en la que se agrupa la mayor densidad de población del territorio. Dependiendo de la definición utilizada, tiene una población de entre 2,4 y 4,2 millones (la población total de Escocia era de alrededor de 5,4 millones en 2019), incluidas varias ciudades escocesas: Glasgow, Ayrshire, Falkirk, Edimburgo, Lothian y Fife.
El Cinturón Central limita con las Tierras Altas de Escocia al norte y las Southern Uplands al sur. A pesar de su nombre, el Central Belt no está en el centro geográfico de Escocia, sino más bien en el centro-sur. Anteriormente, esta región era conocida en inglés como las Scottish Midlands (o simplemente Midlands), pero dicha denominación ha caído en desuso.
A principios del siglo XXI, se hicieron predicciones de que, debido a los indicadores de migración económica, las áreas urbanas de Glasgow y Edimburgo, cuyos centros están separados por aproximadamente 66 kilómetros, podrían fusionarse para crear una megalópolis en las próximas décadas.
El nombre de Cinturón Central puede utilizarse con dos sentidos, uno amplio y otro reducido:
- En sentido amplio, el Cinturón Central mayor (larger Central Belt) es un trapezoide que se extiende desde Dundee hasta Ayr, y desde Dumbarton hasta Dunbar. Incluye por lo tanto zonas densamente pobladas como Ayrshire, Fife, Midlothian y East Lothian. En esta zona están además las ciudades más grandes de Escocia, a excepción de Aberdeen e Inverness, que se encuentran en el norte del país.

- E n sentido reducido, el Cinturón Central menor (smaller Central Belt) es una franja de terreno que sigue el recorrido de las carreteras M8 y M9 desde Greenock y Glasgow en el oeste hasta Edimburgo en el este, incluyendo ciudades como Paisley, Cambuslang, Hamilton, Stirling, Falkirk, Livingston y Linlithgow.

En ambos casos, esta zona incluye los principales centros urbanos e industriales de Escocia.